# Відповідальне зберігання
Відповіда́льне зберіга́ння — господарська операція, що здійснюється платником податків і передбачає передачу згідно з договорами схову матеріальних цінностей на зберігання іншій фізичній чи юридичній особі без права використання у господарському обороті такої особи з подальшим поверненням таких матеріальних цінностей платнику податків без зміни якісних або кількісних характеристик.